# Skagaströnd

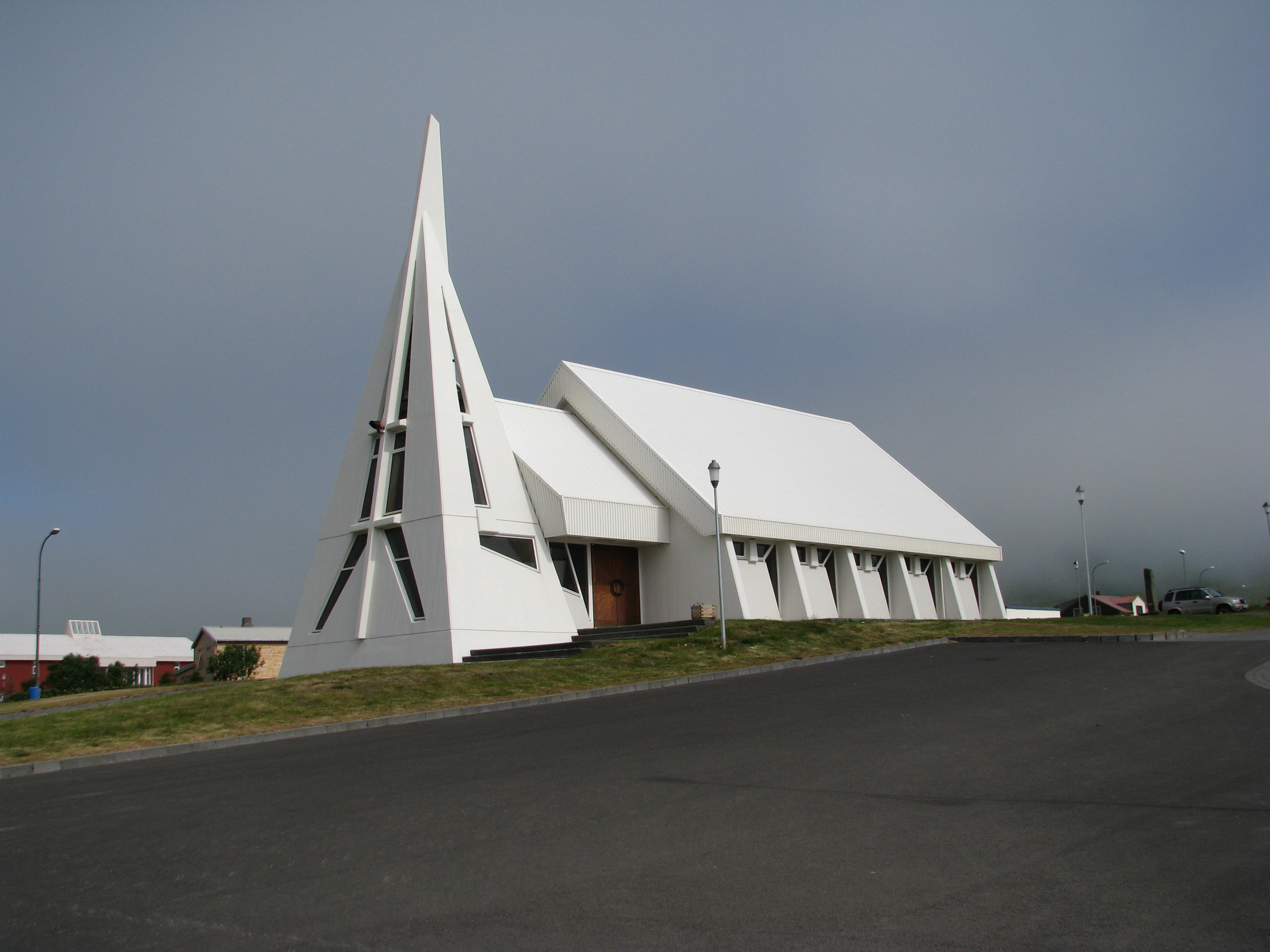
Igreja do município.

Skagaströnd ("praia da península") é um município localizado no noroeste da Islândia, na região de Norðurland_Vestra e na costa leste de Húnaflói. Fica a 268 quilômetros de Reykjavik 
A cidade aparece em sagas do século X como sendo habitada pela feiticeira Þordís Spakona em sua montanha Spákonufell. De acordo com as sagas, ela guardava ali seu ouro para que apenas mulheres que não conhecessem as palavras dos deuses pudessem usá-lo. Tornou-se um notável centro comercial no século XV, sendo hoje um porto e centro de processamento de frutos do mar. 
Uma de suas cidades-irmãs é Lohja, na Finlândia.
A área total do município é de 53 qulômetros quadrados.

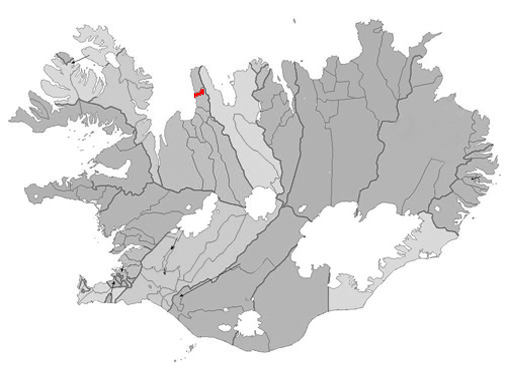
Localização no mapa da Islândia